# Giovanni Girolamo Saccheri
Giovanni Girolamo Saccheri   (Sanremo, 4 de setembre de 1667 ↔ 5 de setembre de 1667 - Milà, 25 d'octubre de 1733) va ser un matemàtic jesuïta italià conegut per ser un dels precursors de la geometria no euclidiana.

## Vida
Saccheri era fill d'un advocat i des de nen va demostrar la seva precocitat intel·lectual. El 1685 va ingressar al noviciat dels jesuïtes a Gènova ubicat al Palazzo Balbi, seu actual de la universitat de Gènova. Al cap de dos anys ja estava donant classes a la mateixa institució.
El 1690 va ser enviat pels seus superiors al col·legi de Brera, Milà, (seu actual de la pinacoteca de Brera) que, gestionat pels jesuïtes, s'havia convertit en una important institució d'ensenyament superior. Aquí va conèixer personalment el professor Tommaso Ceva i, a través d'ell i per correspondència, el seu germà Giovanni Ceva, qui va exercir una notable influència en els seus estudis matemàtics. També, encoratjat per Tommaso Ceva, va mantenir correspondència amb Vincenzo Viviani de Florència.
El 1694 és ordenat sacerdot a Como i el mateix anys és enviat com a professor al col·legi jesuïta de Torí, on coneixerà el duc de Savoia, Víctor Amadeu, qui el tindrà en gran estima com a conseller.
El 1697 és enviat de nou al col·legi jesuïta de Pavia. A partir de 1699 i fins a la seva mort, també serà catedràtic de matemàtiques a la Universitat de Pavia.

## Obra

### Quaesita geometrica
Publicat a Milà el 1693, sota la clara influència de Tommaso Ceva i amb el títol complet de Quaesita geometrica a comite Rugerio De Vigintimilliis. En aquest llibre resol un bon nombre de qüestions de geometria elemental. En les solucions als problemes posats per Ruggero Ventimiglia, s'han vist en aquesta obra, com en la de Ventimiglia, indicis d'una geometria projectiva, que encara trigarà força anys a desenvolupar-se.

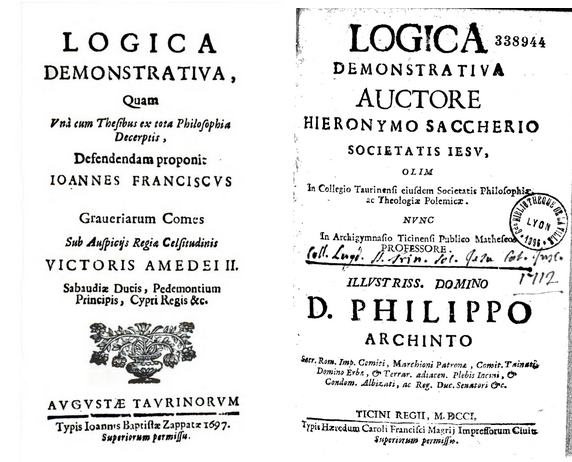
Portada de les dues edicions de la Logica Demonstrativa de 1697 i 1701.

### Logica demonstrativa
Més interès té la seva Logica Demonstrativa publicada el 1697 i amb una segona edició de 1701. Curiosament, la primera edició feta a Torí abans que Saccheri deixés la ciutat, es va publicar amb l'autoria d'un tal Ioannes Franciscus Graverarium Comes, que sembla que va ser un alumne seu a Torí. La segona edició de 1701, feta a Milà ja porta l'autoria de Saccheri. Recentment (2009), s'han trobat dues possibles edicions de 1696? i de 1699, la primera sense nom d'autor i la segona sota l'autoria de Carolus Iosephus Saccarellus, que podria ser un pseudònim de Saccheri.
En aquest llibre, a part d'estudiar certs tipus de falsos raonaments, també analitza el que Clavius havia denominat consequentia mirabilis, és a dir el raonament a través del qual s'estableix la veritat, a partir de la seva negació i demostrant la seva inconsistència. Argument que farà servir posteriorment en el seu Euclides vindicatus.

### Neo-statica
Publicat a Milà el 1708. És un llibre de mecànica estàtica de relativament poca importància.

### Euclides vindicatus
L'obra per la que és més recordat és Euclides ab omni naevo vindicatus (Euclides alliberat de qualsevol màcula) publicat a Milà el mateix any de la seva mort, el 1733. Tres són les màcules que troba Saccheri en els Elements d'Euclides: la primera fa referència a la necessitat del cinquè postulat (el postulat de les paral·leles) i ocupa la primera part del llibre; les altres dues tenen a veure amb les proporcions i la composició de les ràtios i ocupen la segona part del llibre. Només la primera és la que té realment interès.
Malgrat l'interès que avui se li dona a aquesta obra, la realitat és que, a part de ser citat per Georg Simon Klügel a la seva tesi doctoral (1764), per Johann Heinrich Lambert a la seva Teoria de les Paral·leles (publicada de forma pòstuma el 1786) i una vaga referència de Jean-Étienne Montucla a la segona edició de la seva història de les matemàtiques, el llibre va restar desconegut fins que, a finals del segle xix Eugenio Beltrami el va rescatar de l'oblit i en va ressaltar les seves virtuts, en intentar demostrar el postulat de les paral·leles.
Òbviament, Saccheri coneixia els intents de demostració de Nassir-ad-Din at-Tussí (segle xiii) i de John Wallis (segle XVII) perquè les cita en el seu llibre; però no s'ha pogut establir si coneixia l'obra d'Omar Khayyam (segle xii) amb la qual té notables concomitàncies, ja que Saccheri, com Khayyam, es basa en la construcció d'un quadrilàter, que avui anomenem quadrilàter de Sacheri o quadrilàter de Khayyam-Saccheri.
Esquemàticament, el seu raonament és el següent:
Primer construeix un quadrilàter sobre el segment de recta {\displaystyle AB}, aixecant dos perpendiculars iguals, {\displaystyle AD} i {\displaystyle BC}, sobre els punts {\displaystyle A} i {\displaystyle B} i unint amb una recta {\displaystyle CD} els seus punts extrems. Els angles a la base, {\displaystyle A} i {\displaystyle B}, són rectes per construcció.
Saccheri demostra fàcilment que els angles a la cúspide {\displaystyle C} i {\displaystyle D} són iguals. El que ja no es pot demostrar sense el postulat de les paral·leles és que aquests dos angles són rectes. De fet, si es pogués demostrar sense utilitzar el postulat de les paral·leles que els angles {\displaystyle C} i {\displaystyle D} són rectes, el postulat quedaria demostrat i, per tant, seria innecessari.
Saccheri suposa una falsedat: que els angles {\displaystyle C} i {\displaystyle D} són obtusos i, amb certa facilitat, en deriva una contradicció, el que implica que no poden ser obtusos. En aquest cas cal dir que la contradicció es deriva del postulat arquimedià, no fet explícit per Euclides, però que és utilitzat al llarg dels Elements sense fer-lo palès. La utilització d'aquest postulat obliga les línies rectes a ser infinites, que no és el mateix que poder-se perllongar indefinidament, com exigeixen els axiomes d'Euclides. De fet, en la geometria el·líptica no existeixen rectes infinites.
En suposar la falsedat alternativa, que els angles {\displaystyle C} i {\displaystyle D} són aguts, Saccheri té molts més problemes per derivar-ne una contradicció i, de fet, no en dedueix cap; però en el camí per aconseguir-ho, demostra nombroses proposicions pròpies de les geometries no euclidianes com que la suma dels angles d'un triangle serà més gran, igual o més petita que dos rectes, segons si els angles {\displaystyle C} i {\displaystyle D} són obtusos, rectes o aguts, respectivament.
Finalment, a la proposició 33, no havent-se'n sortit i estant convençut del que volia demostrar diu: la hipòtesi de l'angle agut és absolutament falsa perquè és repugnant a la natura de la línia recta.